# Closure (canción)
«Closure» es una canción de la banda estadounidense de metal alternativo Chevelle. Fue lanzado el 2 de septiembre de 2003 como el tercer y último sencillo de su segundo álbum de estudio Wonder What's Next (2002). 
La canción tiene una estrofa oscura y melódica que continúa hasta un estribillo igualmente melódico que termina en acordes de guitarra intensos. La estrofa siguiente continúa con mayor agresividad hasta el segundo estribillo y el puente intenso.

## Video musical
Se produjo un video musical para "Closure", que consiste íntegramente en imágenes de actuaciones en directo.

## Posicionamiento en lista
| Lista (2004)                            | Posición |
| --------------------------------------- | -------- |
| Estados Unidos (Alternative Airplay)    | 11       |
| Estados Unidos (Bubbling Under Hot 100) | 20       |
| Estados Unidos (Mainstream Rock)        | 17       |